# Showbiz
Showbiz je debutové album kapely Muse, rockové kapely z Devonu, Poprvé vydáno 9. září 1999 v Mushroom Records. Album bylo produkováno Johnem Leckiem v Sawmill Studios. Nahrávky „Uno", „Cave", „Muscle Museum", „Sunburn", a „Unintended" byly vydány jako singly. Ve Velké Británii za toto album obdrželi platinovou desku a po celém světě se prodalo více než 700 000 kopií. V amerických hitparádách ale propadlo a v USA se prodalo jen 100 000 kusů.

## Seznam písní
Texty a hudba od Matthewa Bellamyho, kromě těch kde je to zmíněno.
1. Sunburn – 3:54
2. Muscle Museum – 4:23
3. Fillip – 4:01
4. Falling Down – 4:34
5. Cave (Bellamy/Wolstenholme) – 4:46
6. Showbiz – 5:16
7. Unintended – 3:57
8. Uno – 3:38
9. Sober – 4:04
  - Spiral Static (bonusový song mezi „Sober“ a „Escape“ na japonském vydání) – 4:44
10. Escape – 3:31
11. Overdue – 2:26
12. Hate This & I'll Love You – 5:09

## Hitparády
| Rok  | Hitparáda       | Pozice |
| ---- | --------------- | ------ |
| 1999 | UK Albums Chart | 29     |

### Singly
| Rok  | Singl           | Hitparáda        | Pozice |
| ---- | --------------- | ---------------- | ------ |
| 1999 | „Uno“           | UK Singles Chart | 73     |
| 1999 | „Cave“          | UK Singles Chart | 52     |
| 1999 | „Muscle Museum“ | UK Singles Chart | 43     |
| 2000 | „Muscle Museum“ | UK Singles Chart | 25     |
| 2000 | „Sunburn“       | UK Singles Chart | 22     |
| 2000 | „Unintended“    | UK Singles Chart | 20     |

- Žádnému ze singlů se nepodařilo proniknout do americké Modern Rock Tracks.
- Singl Muscle Museum debutoval na 43. příčce hned po jeho vydání v roce 1999. V roce 2000 byl vydán znovu a dosáhl 25. pozice.